# 後仙尾筋
後仙尾筋（こうせんびきん、英語: sacrococcygeus dorsalis muscle）は、腹部の筋肉のうち仙骨と尾骨との間に存在するものである。仙骨後面を起始とし、尾骨後面に付着する。
尾骨と仙骨の間の動きは人間に於いてほとんど退化しており、有効な作用はない。